# 小川麻琴
小川 麻琴（おがわ まこと、1987年〈昭和62年〉10月29日 - ）は、日本の歌手、女優、タレント、元アイドル。女性アイドルグループ・モーニング娘。の元メンバー（5期）。新潟県柏崎市出身。血液型O型。
2015年4月から1年間休業し、2016年4月に復帰。舞台を中心に活動を再開。休業以降は特定の事務所等には属さずにフリーランサーとなって活動している。

## 略歴
- モーニング娘。加入前は、地元新潟の芸能スクール「アップルリトルパフォーマーズ」に通っていた。J2（当時）のサッカークラブアルビレックス新潟の応援歌CDに参加。
- 2001年8月、「モーニング娘。LOVEオーディション21」にて、高橋愛、紺野あさ美、新垣里沙とともに合格。
- 2002年9月、プッチモニに加入。
- 2003年1月、秋からのさくら組おとめ組分割発表。所属はモーニング娘。おとめ組へ。
- 2003年6月22日、東京・明治座でのミュージカル「江戸っ娘。忠臣蔵」出演中（ミニライブ時）にぎっくり腰を発症。
- 2003年9月、ハロー!プロジェクトのフットサルチーム「Gatas Brilhantes H.P.」のメンバーになる（2004年3月に脱退）。
- 2006年3月、ハロー!プロジェクトのキックベースボールチーム「メトロラビッツH.P.」のメンバーになる。
- 2006年4月28日、所属事務所から同年8月にモーニング娘。を卒業し、国外へ語学留学することが発表される。
- 2006年8月27日、「リボンの騎士 ザ・ミュージカル」の千秋楽（最終日・特別公演）にて、モーニング娘。から卒業。
- 2006年12月、ニュージーランドへ語学留学。
- 2007年7月、新潟県中越沖地震により柏崎市の実家も被災していることが、一部スポーツ紙および日本テレビのテレビ番組「ラジかるッ」などで報じられる。
- 2008年6月7日、約1年10か月ぶりに芸能活動を再開することが発表され、6月8日放送の「ハロモニ@」出演が再開後の初仕事となる。ハロー!プロジェクト内ではエルダークラブに所属して活動する。
- 2009年3月、ハロー!プロジェクトを卒業。翌月より新ファンクラブM-line clubに所属。
- 2009年6月、★☆北区つかこうへい劇団の舞台「こもれびの中で2009」に主役として出演。初の座長公演となる。
- 2011年1月28日、他のモーニング娘。OG9名とともに、ドリームモーニング娘。を結成。
- 2012年3月10日、「ドリームモーニング娘。スペシャルLIVE 2012 日本武道館 〜第一章 終幕『勇者タチ、集合セョ』」を最後にドリームモーニング娘。が一旦活動休止する事に伴い再びソロとして活動。
- 2012年5月29日、東洋大学総合情報学部「総合A〜映像メディア理論講座」にて「次世代メディアとしてのスマートフォン・アプリ」講師として講義[8]。
- 2013年11月1日、国際コミュニケーション英語能力テスト(通称TOEIC)で、目標にしていた800点を獲得したことを報告[9]。
- 2014年9月20日、柏崎市文化会館アルフォーレで開催された劇団東少のミュージカル「シンデレラ」に主役として出演。初の出身地凱旋ミュージカル公演となる[10]。
- 2015年3月13日、公式サイトにて、2015年3月31日をもって所属事務所ジェイピィールームを離れることが発表される。自身の公式ブログでは4月1日から、芸能活動を一旦休止することを報告[11]。3月31日、23時過ぎに公式ブログ(旧)を最終更新。4月1日以降はフリーだと考えられる[注 1]。
- 2015年4月18日、公式ブログを新設[注 2]。1日からの芸能活動休止中は東洋大学総合情報学部「メディア概論（春学期）」の講師、かしわざき大使として行事等への参加、ツイッター、ブログ等は継続していた。
- 2016年2月1日、自身の公式ブログにて、4月上演の舞台に出演することを報告[12]。
- 2016年4月、舞台「ブレッチリーの啼かない鵞鳥たち」[13]に出演。1年間の休業を経て、芸能活動を再開。以降、舞台を中心に活動[6]。
- 2017年4月5日、自身が出演している、WebCMのテーマ曲「楽しい食卓」の小川麻琴バージョンが配信限定リリース[注 3]。ソロ名義のデビュー曲となる。
- 2021年1月4日　InterFMにて『小川麻琴とへなぎのIDOBATA RADIO!!』が23:30～の30分枠でスタート。

## 出演

### 舞台・ミュージカル

#### 2002年 - 2006年
- モーニング・タウン（2002年5月24日 - 6月23日、青山劇場） - まこと 役
- 江戸っ娘。忠臣蔵（2003年5月31日 - 6月29日、明治座） - お松 役
- HELP!!熱っちぃ地球を冷ますんだっ。（2004年5月29日 - 6月13日、中野サンプラザ） - 大川昌子 役
- リボンの騎士 ザ・ミュージカル（2006年8月1日 - 27日、新宿コマ劇場） - ナイロン 役

#### 2009年
- 全労済ホール/スペースゼロ提携公演「朗読劇 東京アリス」 （2009年5月8日 - 17日、全労済ホールスペース・ゼロ） - 羽田みずほ 役
- MEN's WORK ★☆北区つかこうへい劇団協力公演「こもれびの中で2009」（2009年6月13日・14日、文化学院 講堂 / 6月17日 - 19日、滝野川会館大ホール） - 主演・柴崎佳奈 役
- 空間ゼリーvol.11「暗ポップ」（2009年8月26日 - 30日、赤坂RED/THEATER） - 主演・駒井亜矢 役
- ラゾーナ川崎プラザソル3周年記念公演 Ultimate Games「CONTINUE」（2009年10月1日、ラゾーナ川崎プラザソル） - ゲスト出演
- アトリエッジ平和祈念演劇第2弾！「ぞめきの消えた夏 〜グアム玉砕戦乱舞〜」（2009年11月26日 - 29日、全労済ホールスペース・ゼロ） - 関本茜 役

#### 2010年
- FREE(S)プロデュース「SIMPLY BECAUSE IMITATION 〜偽物だからこそ…〜」（2010年1月5日 - 10日、東京芸術劇場 小ホール2） - 真壁実里 役
- 桃色書店へようこそ（2010年4月10日 - 18日、シアターグリーン BIG TREE THEATER） - 主演・わたなべぽん 役
- 2LDK（2010年5月1日 - 5月5日、青山円形劇場） - 主演・松本希美 役[注 4]
- Coca-cola Park Presents 戦後65年を飛び越えて「MOTHER マザー〜特攻の母 鳥濱トメ物語〜」（2010年5月26日 - 30日、天王洲 銀河劇場） - 鳥濱美阿子 役
- 「桃色書店へようこそ」〜再び （2010年6月12日・13日、文化学院 講堂） - 主演・わたなべぽん 役
- FREE(S)プロデュース公演「Lock the Rock」 （2010年12月21日 - 26日、六行会ホール） - カスミ 役

#### 2011年
- FREE(S)プロデュース公演「Time Capsule - タイムカプセル -」（2011年4月2日・3日、笹塚ファクトリー / 4月26日、韓国文化の家KOUS） - 主演・明日香 役[注 5]
- 飛行機雲2011「流れる雲よ」（2011年6月11日 - 16日、新国立劇場小劇場） - 井出智恵子 役
- タンバリンプロデューサーズ 第10回公演・元禄音楽劇「黒椿 〜Japanesque Vampire〜」（2011年7月16日 - 24日、あうるすぽっと） - ヒロイン・神楽 役[14]
- タンバリンプロデューサーズ 第11回公演「舞台 新耳袋2〜幽霊夜想曲（ゴーストノクターン）〜」（2011年11月30日 - 12月4日、キンケロ・シアター） - 主演・九十九百子 役（星公演）[注 6]

#### 2012年
- 福吉書店＋トライフルエンターテインメントプロデュース「The Radio Show Must Go On〜バレルナキケン〜」（2012年1月17日 - 22日、中野ザ・ポケット） - 大場三恵子 役
- MOSH SHORT COLLECTION 03「Easy Rider」（2012年7月16日、シアターグリーン BASE THEATER） - ゲスト出演
- トライフルエンターテインメントプロデュース「The Radio Show Must Go On〜バレルナキケン〜再演+外伝公演!」（2012年8月28日 - 9月3日、中野ザ・ポケット） - 大場三恵子 / 小川麻琴（本人） 役
- Musical 誠〜とびだせ新選組〜（2012年10月23日 - 28日、紀伊國屋サザンシアター） - ヒロイン・典子 役[15]
- ACTORS TRASH ASSH 第十七回本公演「世界は僕のCUBEで造られる」（2012年11月22日・25日、吉祥寺シアター） - ゲスト出演
- 「人狼 ザ・ライブプレイングシアター」#02:BETA(SPACE)（2012年12月11日 - 16日、シアターグリーン BIG TREE THEATER） - 衛生員アリエル 役（ゲスト出演）

#### 2013年
- ツラヌキ怪賊団 2nd navigation「リーゼント総理」（2013年1月16日 - 21日、中野ザ・ポケット） - ヒロイン・岡山桃子 役[16]
- キバコの会 第四回公演「ギターを待ちながら」〜やったぜ! 本多スペシャル!〜（2013年2月10日、本多劇場） - ゲスト出演
- トムハウスVol.3「TOM HANKS」（2013年3月9日・10日、ワーサルシアター） - ゲスト出演
- タンバリンプロデューサーズ×LIVEDOGプロデュース「TOKUGAWA15」（2013年3月20日 - 24日、中野ザ・ポケット） - 石川吉子 役
- MOSH SHORT COLLECTION 05「理由なき反抗」（2013年5月28日 - 6月2日、シアターKASSAI） - タンバリンズチーム
- トライフルエンターテインメントプロデュース「The Fake Time Machine Story〜ウソヘノトビラ〜」（2013年6月26日 - 7月7日、中野ザ・ポケット） - 舞子 役[17]
- オンナ、ひと憂。（2013年9月12日 - 16日、中野ザ・ポケット） - 遠藤美幸 / 王妃アナスタシア 役
- ツラヌキ怪賊団 3rd Navigation「ねえ、ヒルガオが咲いてるよ。」（2013年10月9日 - 14日、シアターグリーン BIG TREE THEATER） - 皇沙織 役[18]
- FREE(S)プロデュース公演「STAGE×12 vol.7 すべりだいん」（2013年11月6日 - 9日、赤坂GENKI劇場） - 主演・1人4役
- 私立ハスハス女学院!!（2013年12月20日 - 23日、ブディストホール） - 小川麻琴（本名） 役[19]

#### 2014年
- ツラヌキ怪賊団 4th Navigation「Beautiful Runner」（2014年1月28日 - 2月2日、銀座みゆき館劇場） - 高峰玲子 役[20]
- 演劇女子部「僕たち可憐な少年合唱団」（2014年3月14日 - 23日、シアターグリーン BOX in BOX THEATER） - 天使ソフィア 役
- FREE(S)プロデュース公演「STAGE×12 vol.12 グランドハウストーキョー」（2014年4月9日 - 4月13日、小劇場B1） - 麻衣 役
- 2014年 三越夏休みファミリー劇場・劇団東少創立65周年記念・ミュージカル「シンデレラ」（2014年7月19日 - 27日、三越劇場） - 主演・シンデレラ 役[21]
- 劇団東少・ミュージカル「シンデレラ」（2014年7月29日 - 11月2日、福島県文化センター大ホールを皮切りに10都市11公演） - 主演・シンデレラ 役[22]

#### 2015年
- スタークコーポレーションプロデュースVOL.3「軋み」（2015年2月11日 - 15日、サンモールスタジオ） - Bキャスト[23]
- 下北マダムスvol.1『Intro』「おとなの秘密」（2015年3月26日、新宿vatios） - ゲスト出演

#### 2016年
- 電動夏子安置システム 第33回公演「ブレッチリーの啼かない鵞鳥たち」 （2016年4月20日 - 24日、駅前劇場） - サリー・オールストン 役[13]
- 海企画「パパ！パパ！パパ！〜北区飴村家の物語〜」（2016年5月27日 - 29日、絵空箱） - 飴村美桜 役
- 2016年 三越夏休みファミリー劇場・ミュージカル「眠れる森の美女」（2016年7月23日 - 31日、三越劇場） - 料理番の娘 役
- 劇団東少・ミュージカル「眠れる森の美女」（2016年8月7日 - 2017年1月14日、ライフピアいちじま大ホールを皮切りに17都市18公演） - 料理番の娘 役[24][25]
- FREE(S)プロデュース公演「ふわふわプカプカパリンバリン」（2016年10月26日 - 31日、小劇場B1） - 主演・セイタロウ 役
- 朝劇 西新宿「恋の遠心力」（2016年11月6日、GLASS DANCE 新宿） - ゲスト出演

#### 2017年
- ぐりむの法則「嘘つき歌姫」（2017年2月16日 - 20日、シアターサンモール） - 小山内ユウ 役
- 電動夏子安置システム第35回公演「場違いの一日前」（2017年3月29日 - 4月2日、赤坂RED/THEATER） - 小柴泉 役[26]
- 劇団東少・ミュージカル「眠れる森の美女」（2017年7月1日 - 10月1日、岩出山文化会館スコーレハウスを皮切りに12都市12公演） - 主演・王女 役[27]
- 物語シアター 第12回公演「錦繍」（2017年11月10日・11日、シアター代官山） - 瀬尾由加子 役
- 兎座 旗揚げ公演「19871988」（2017年12月9日、千本桜ホール） - ゲスト出演

#### 2018年
- A企画プロデュース公演「ばにら、明日をありがとう」（2018年2月21日 - 25日、中野テアトルBONBON） - 主演・夕月 役[28]
- Yプロジェクト公演「シェイクスピアRe-born『風雪の城～LEAR～』」（2018年4月4日 - 8日、渋谷伝承ホール） - ヒロイン・茜 役（雪チーム）
- 2018年 三越夏休みファミリー劇場・ミュージカル「アルプスの少女ハイジ」（2018年7月21日 - 25日、三越劇場） - 主演・ハイジ 役
- 劇団東少・ミュージカル「アルプスの少女ハイジ」（2018年7月29日 - 10月6日、南総文化ホールを皮切りに11都市11公演） - 主演・ハイジ 役

#### 2019年
- 演劇集団イヌッコロ 第13回本公演「いえないアメイジングファミリー」（2019年1月30日 - 2月10日、中野テアトルBONBON） - ヒロイン・メモリ 役
- 物語シアター 第13回公演「錦繍」（2019年11月8日・9日、シアター代官山） - 瀬尾由加子 役

#### 2020年
- 劇団時間制作 第二十一回本公演「赤すぎて、黒」（2020年3月4日 - 15日、萬劇場） - 小野寺舞 役（Bチーム）

#### 2021年
- 春風外伝2021（2021年10月21日 - 25日、新国立劇場 中劇場）

#### 2022年
- 劇団東少公演 ミュージカル「人魚姫」（2022年7月23日 - 25日、三越劇場） - 主演・人魚姫マリーナ 役

#### 2024年
- 啓和グループ60周年記念公演「バック・トゥ・ザ・うんちゃん〜ドライバーの消える日〜」（2024年10月2日 - 6日、中野ザ・ポケット） - 主演・まこ 役（太田奈緒とダブル主演）[29]

#### 2025年
- 舞台「アンダースタディ」（2025年4月16日 - 20日、シアター・アルファ東京）[30]

### Web連載
- 小川麻琴のアプリダイアリー（2012年10月21日 - 2015年3月24日、産経アプリスタ）
- のんびりピュアマコダイアリー（2016年10月29日 - 2017年4月30日、ピュアラモ）[31]

### CM
- 日本コカ・コーラ「ジョージア ご褒美ブレイク」（2010年） - アフタヌーン娘δとして出演
- 住商フーズ「四元豚シルキーポーク 〜焼豚編」（2017年3月 - 、短編Webムービー） - 主演・麻美 役[32][注 7]

### テレビ

#### レギュラー・準レギュラー
- ハロー!モーニング。（2001年10月28日 - 2006年8月27日、テレビ東京）
- それゆけ!ゴロッキーズ（2003年9月29日 - 12月26日、テレビ東京）
- 二人ゴト（2004年4月29日 - 5月4日・9月20日 - 28日、テレビ東京）
- 魔女っ娘。梨華ちゃんのマジカル美勇伝（2004年10月5日 - 11月10日、テレビ東京）
- 娘DOKYU!（2005年6月13日 - 7月1日・12月16日 - 22日・2006年4月20日 - 26日・8月29日 - 9月1日、テレビ東京）
- ジャガイモン（2008年11月 - 2013年3月28日、テレ朝チャンネル）
- ふるさとウォッチングTV さとッチ!（2009年4月3日 - 2011年6月24日、新潟テレビ21）[33]
- 美女放談（2009年8月20日・27日、テレビ東京）
- スマイル!（2012年4月5日 - 、NHK Eテレ） - マヤ 役[34]

#### 単発出演
- 紺野、今から踊るってよ（2016年9月29日[35]・10月2日[36]、テレビ東京）[注 8]
- 激レアさんを連れてきた。（2018年12月24日、テレビ朝日）

#### テレビドラマ
- はいからさんが通る（2002年1月2日、TBS） - あおい 役
- VICTORY!〜フットガールズの青春〜（2003年11月22日、フジテレビ）
- 日曜劇場「GM〜踊れドクター」（2010年8月29日、TBS） - 千夏 役
- 水曜ミステリー9「ガンリキ 警部補・鬼島弥一」（2012年1月18日、テレビ東京） - 恵子 役

### ラジオ
レギュラー・主なもの
- ヤングタウン土曜日（2001年10月2日・2006年7月8日・2010年3月27日・2011年10月1日・2013年2月16日・5月4日・7月27日・10月19日、MBSラジオ）
- TBC FUNふぃーるど・モーレツモーダッシュ（2005年4月18日 - 29日・11月7日 - 18日・2006年8月21日 - 25日、東北放送）
- 朝までハロプロやねん!（2005年6月26日、朝日放送）
- 文化学院presents 小西克幸・小川麻琴のぶんぶんシアター（2010年4月11日 - 2014年3月30日、文化放送）[37]
- えむスタ。スペシャル（2017年5月5日、FMみょうこう）[38][注 9]
- 小川麻琴とへなぎの IDOBATA RADIO!!（2021年1月4日 - 、InterFm）

### 映画
- 劇場版 炎の天狐トチオンガーセブン 閻魔堂!地獄の大決戦!!（2018年11月18日） - 長浜瑞希 役

### Web放送

#### レギュラー・準レギュラー
- Tタイム・ワールド〜輝け!ウエストゲートカレッジ〜（2011年4月16日 - 2012年3月31日、あっ!とおどろく放送局）
- 小川麻琴のドリームマッチ!（2011年5月5日 - 11月2日、K'z Station）
- 小川麻琴のドリームマッチ! 2nd（2011年11月3日 - 2012年4月19日、K'z Station）
- アプリ制作所(有)（2012年2月14日 - 3月27日、あっ!とおどろく放送局）
- アプリ制作所(有)vol2（2012年4月3日 - 5月8日、あっ!とおどろく放送局）
- 小川麻琴のアプリ制作所(有)vol2（2012年5月15日 - 6月28日、あっ!とおどろく放送局）
- 小川麻琴のアプリ製作所（2012年7月3日 - 12月25日、@TV）
- 煌めけ！ワロップ放送局（2019年7月21日 - 、ワロップ放送局）[39]

#### 単発出演
- 知って得するWindows 10 Creators Update大解説SP（2017年4月18日、ニコニコ生放送）[40][41][注 10]
- Wa Wa Wa Room #20（2017年4月、miuzic Entertainment）[注 11]

### ショートムービー
- 北区 ドラマCM（2016年7月10日、海企画） - 主演[注 12]
- ラスト・メッセージ〜家族に残す最期の言葉〜（2017年5月9日 ※試写イベントにて上映） - 主演・佐々木千景 役[42]

### 店内放送
- LOTTERIA Yell Music（2009年9月1日 - 2011年9月30日、ロッテリア各店舗）[43][注 13]

### ライブ・イベント
ソロ・主要なもの
- TeNY 24時間テレビ31「愛は地球を救う」 小川麻琴トークライブ&チャリティーオークション（2008年8月31日、万代シテイ）
- 小川麻琴 バレンタインファンクラブ限定イベント 大阪（2009年2月7日、ナンバヒップス 5F・DiJest）
- ハロー!プロジェクトオフィシャルショップ ダイエー成増臨時店 小川麻琴来店イベント（2009年3月29日、ダイエー成増店 5Fフロア）
- まこと&ぁみ のときめきアコースティックライブ Vol.1（2009年4月19日、四谷Live inn Magic）
- 小川麻琴 フォークライブ Vol.0 〜ドキドキの初フォークライブ〜（2009年12月6日、風に吹かれて）
- 小川麻琴 FOLK LIVE Vol.1 〜フォークの門をたたくのだ〜（2010年3月6日、アート・カフェ・フレンズ）
- 食欲の秋！スポーツの秋！音楽の秋！ 紺野あさ美・小川麻琴の秋穫祭ツアー！（2010年9月11日 - 12日、静岡）
- 小川麻琴 日帰りバスツアー in 秩父（2011年7月30日、秩父）
- 小川麻琴 Christmas Live 2011（2011年12月18日、ミュージックレストラン La Donna）
- サントムーン柿田川15周年キャンペーン「荒木麻里子のMUSIC DIVE」公開録音&小川麻琴ミニライブ（2012年2月5日、サントムーン柿田川 本館1Fセントラルコート）
- 小川麻琴 Acoustic Live 2012 〜春に歌う〜（2012年5月3日、渋谷TAKE OFF 7）
- 小川麻琴 Acoustic Live 2012 Autumn Stage 〜for you〜（2012年9月30日、サラヴァ東京）
- 小川麻琴 Christmas Live 2012（2012年12月22日、ミュージックレストラン La Donna）
- 小川麻琴・新垣里沙FCイベント（2013年5月25日、TOKYO FM HALL）
- クリスマスディナーショー2013 〜ケメ子とマコトのおしゃべり会 in Osaka〜（2013年12月14日、Flamingo the Arusha）
- 小川麻琴 Winter Dinner Show 2013（2013年12月15日、ミュージックレストラン La Donna）
- 「ラスト・メッセージ 〜家族に残す最期の言葉〜 」特別披露試写イベント（2017年5月9日、シダックス・カルチャーホールA）[42]

## 作品

### 配信楽曲
- 楽しい食卓（2017年4月5日 配信開始、作詞：こんやしょうたろう、作編曲：井尻慶太、レーベル：VOICE RECORDS）[注 3]
  - 住商フーズ「シルキーポーク」WebCMテーマソング「楽しい食卓」の小川麻琴バージョン。ムービー4作に使用されている、アルケミストバージョンと同時に、配信限定リリース。ソロ名義のデビュー曲となる。同日、自身出演の焼豚編に小川麻琴バージョンを使用したムービーが、Youtubeアカウントで追加公開された。

## 書籍

### 写真集
- モーニング娘。5期メンバー写真集「5」（2002年8月16日、ワニブックス）ISBN 4-8470-2721-3
- 1stソロ写真集「小川麻琴写真集」（2005年2月21日、ワニブックス）ISBN 4-8470-2844-9（第2期モーニング娘。ソロ写真集シリーズ）
- 2ndソロ写真集 小川麻琴写真集「夏ノ詩（なつのうた）」（2006年8月28日、ワニブックス）ISBN 4-8470-2954-2

### その他
- さとッチ!的 新潟遊び場ウォッチング（2011年6月4日、UXビジョン）ISBN 978-4-905433-00-2
- 成田空港を遊ぶ情報誌「Smart book」 No.15（2011年10月1日、成田空港株式会社）[注 15]

## その他の主な活動
- 小川麻琴さんの日記（2008年10月24日 - 2011年4月9日、モバゲータウン 有名人ブログ）[注 16]
- 第35回「全国高等学校総合文化祭演劇部門大会」・第57回 「全国高等学校演劇大会」（2011年8月5日 - 7日、丸亀市綾歌総合文化会館アイレックス） - 審査員[44]
- 東洋大学総合情報学部の授業「メディア概論(春学期)」にて外部講師を務める。（2012年5月29日 - ）[45]
- iPhoneアプリ「小川麻琴のベーグルなび」（2012年6月） - プロデュース[46]
- かしわざき大使（2014年4月23日 - ）[5][47]

## 所属ユニット
- モーニング娘。（2001年加入 - 2006年卒業）
- プッチモニ（2002年加入 - 2009年）
- シャッフルユニット
  - ハッピー7（2002年）
  - SALT5（2003年）
  - H.P.オールスターズ（2004年）
- ポッキーガールズ（2002年、グリコポッキーCMキャラクター）
- モーニング娘。おとめ組（2003年 - 2006年）
- Gatas Brilhantes H.P.（2003年 - 2004年）
- メトロラビッツH.P.（2006年）
- アフタヌーン娘δ（2010年、日本コカ・コーラジョージアのCMキャラクター）
- ドリームモーニング娘。（2011年 - 2012年）